# Kasper Jebjerg
Kasper Jebjerg (* 21. März 1985 in Svendborg) ist ein ehemaliger dänischer Radrennfahrer.
2003 wurde Kasper Jebjerg dänischer Jugendmeister im Mannschaftszeitfahren; 2005 errang er den nationalen Titel gemeinsam mit Kristoffer Nielsen und Michael Mørkøv in der Elite. Im Jahre darauf wurde er nationaler U23-Meister im Straßenrennen. 2011 beendete er seine Radsportlaufbahn.

## Erfolge
2003
- Dänischer Jugend-Meister – Mannschaftszeitfahren (mit Anders Lund und Kristoffer Nielsen)

2005
- Dänischer Meister – Mannschaftszeitfahren (mit Kristoffer Nielsen und Michael Mørkøv)

2006
- Dänischer Meister – Straßenrennen (U23)

## Teams
- 2004 Team PH
- 2005 Team GLS
- 2006 Team GLS
- 2007 Team Designa Køkken
- 2008 Team Designa Køkken
- 2009 Team Designa Køkken
- 2010 Team Designa Køkken-Blue Water
- 2011 Glud & Marstrand-LRØ

| Personendaten    | Personendaten           |
| ---------------- | ----------------------- |
| NAME             | Jebjerg, Kasper         |
| KURZBESCHREIBUNG | dänischer Radrennfahrer |
| GEBURTSDATUM     | 21. März 1985           |
| GEBURTSORT       | Svendborg               |